# Techniques aériennes de catch
 (septembre 2008).
Si vous disposez d'ouvrages ou d'articles de référence ou si vous connaissez des sites web de qualité traitant du thème abordé ici, merci de compléter l'article en donnant les références utiles à sa vérifiabilité et en les liant à la section « Notes et références ».

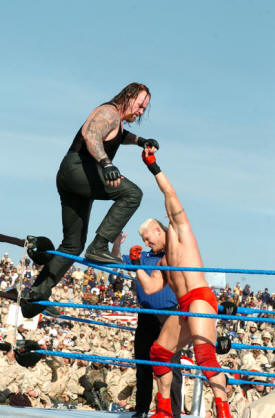
The Undertaker qui va exécuter son Old School à Heidenreich.

Les techniques aériennes sont des attaques ou prises utilisées au catch par des catcheurs rapides et agiles.
Mais le risque de blessure est élevé pour les personnes qui les emploient car l'utilisation de ces techniques est parfois dangereuse.

## Arm twist ropewalk chop

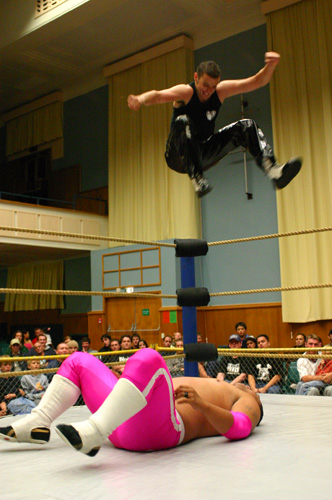
Exemple de la technique aérienne de catch.

L'attaquant saisit le bras de l'adversaire. Il lui fait une sorte de clé de bras et monte sur le turnbuckle et marche sur les cordes. Quand l'attaquant est sur les cordes, il saute sur l'adversaire et lui donne un atemi dans la poitrine ou dans le cou. Connu aux États-Unis grâce à The Undertaker qui le popularise sous le nom de Old School.
Il existe une variante l'Arm twist ropewalk legdrop, au cours de laquelle l'attaquant saisit le bras de l'adversaire, lui fait une sorte de clé de bras, monte sur le turnbuckle et marche sur les cordes. Quand l'attaquant est sur les cordes, il saute sur l'adversaire et lui donne un leg drop dans le bras ou dans le cou.

## Axe handle
Connu aussi sous le nom de Double Axe Handle, Double Axe Handle Smash ou Double Sledge, l'attaquant monte sur la 3e corde et saute pour frapper l'adversaire debout, les deux mains jointes comme une hache. Exemple : The Miz.
Il existe une autre version : l'attaquant monte également sur la 3e corde mais exécute un 450 puis finit par un Axe Handle.

## Crossbody
Une manœuvre dans laquelle un attaquant saute sur son adversaire et atterrit horizontalement en travers du torse de l'adversaire, l'envoyant au tapis et habituellement ayant pour résultat une tentative de tombé.
Il y a également une variation aérienne où l'attaquant saute d'une position élevée vers l'adversaire. On la connaît sous le nom de flying crossbody qui se trouve être le finisher de Ricky « the Dragon » Steamboat et Kelly Kelly utilise cette prise en sautant de la troisième corde. Il existe une autre variante, Reverse crossbody. Une autre variante de Sin Cara, le Spring Board crossbody, où sautant sur la troisième corde, il atterrit sur l'autre catcheur situé à l'extérieur du ring.

## Diamond Dust
Nommé par Masato Tanaka c'est Forward somersault three-quarter facelock bulldog/jawbreaker exécuté par l'attaquant depuis une hauteur élevée.
L'adversaire est assis sur le turnbuckle, l'attaquant monte aussi sur celui-ci, applique un inverted facelock et soulève son adversaire en arrière et transforme l'inverted facelock en cutter ou en stunner.

## Diving bulldog

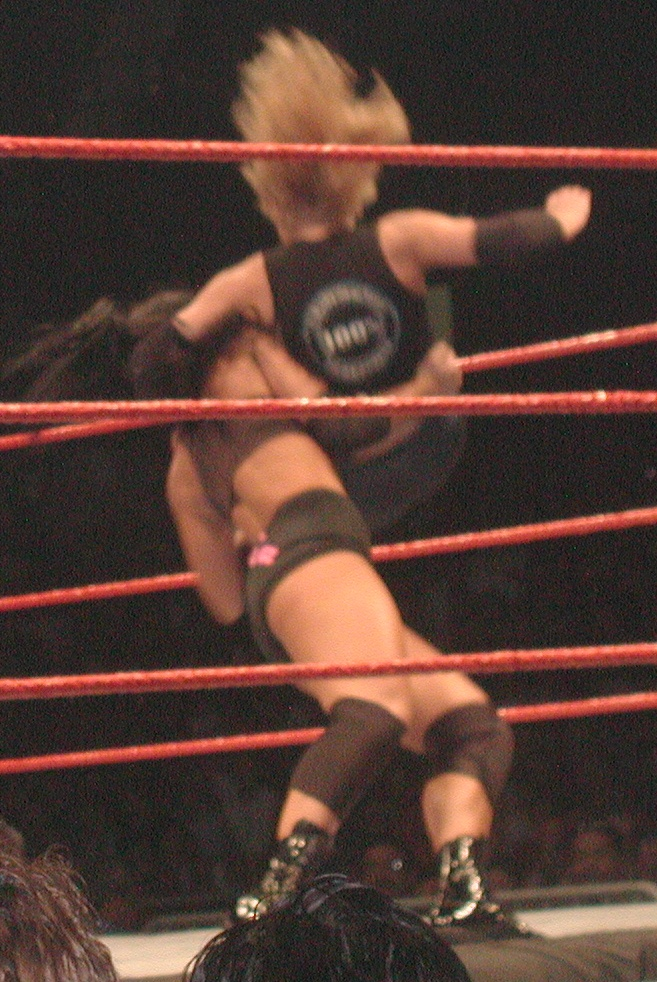
Trish Stratus exécutant le Stratusfaction.

L'attaquant monte sur le turnbuckle, saute sur son adversaire, applique un headlock puis porte un bulldog à son adversaire.
Il existe une variante, le Springboard bulldog. Il s'agit d'un bulldog exécuté après un springboard des cordes. L'attaquant fait un springboard puis saisit la tête de l'adversaire pour un headlock et la prise se termine en bulldog. Trish Stratus est connue pour cette utilisation qu'elle a appelé Stratusfaction.
Une autre version est utilisée par Spike Dudley où il applique un headlock à son adversaire et « marche » sur le « turnbuckle » puis exécute un bulldog. Taylor Rotunda (plus connu avec son nom de ring Bo Dallas) a également recours à cette technique comme prise de finition.

## Diving clothesline
L'attaquant monte sur une position élevée (habituellement la 3e corde), saute vers son adversaire et emploie une corde à linge (clothesline). Cette prise est surtout utilisée par Kane. C'était aussi la prise de finition de Road Warrior Hawk
L'on peut aussi faire remarquer. L'utilisation de Springboard Clothesline par Brian Pillman , qui l'utilise comme finisher ou encore CM Punk  qui l'utilise en hommage à Brian Pillman  mort plus tôt.

## Diving elbow drop
L'attaque est exécutée sur un adversaire couché, le dos contre le sol. L'attaquant monte sur la 3e corde, saute et exécute immédiatement une descente de coude (elbow drop). Cette prise a été popularisée par The Randy Savage qui l'utilise comme finisher, Shawn Michaels mais Cody Rhodes l'utilise aussi. Curt Hawkins en a fait sa prise de finition
Shane McMahon l'a rebaptisée Leap of Faith qu'il utilise en général après avoir placé son adversaire sur la table des commentateurs; l'élan procuré par la corde lui permet d'aller très loin pour exécuter cette prise.
Il existe une variante, le Diving back elbow drop où l'attaquant est sur la 3e corde et l'adversaire debout sur le ring, l'attaquant saute et fait un tour de 180° et porte un elbow drop. L'utilisateur le plus connu est Chris Jericho.

## Diving fist drop
L'attaquant se trouve sur le turnbuckle et il exécute un fist drop ou descente du poing, à son adversaire. Elle a été popularisée par Jerry Lawler, qui l'a nommée « Royal Fist drop » ou par John Cena avec son « Diving Five Knuckle Shuffle » qui est une déformation de son « Five Knuckle Shuffle » qu'il utilise souvent.

## Diving headbutt

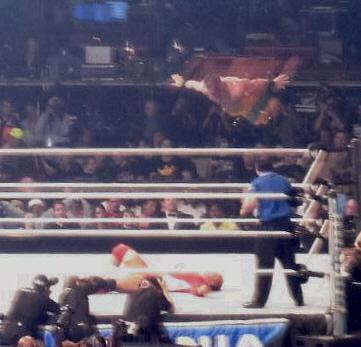
Chris Benoit exécute un Diving headbutt à MVP à WrestleMania 23.

Il s'agit d'un saut depuis la 3e corde (ou de chute libre) qui attaque n'importe quelle partie du corps avec la tête. Cette prise est popularisée par Chris Benoit, Christian, Umaga, Jun Izumida et Harley Race. La prise a été inventée accidentellement par Harley Race un jour où il tomba du turnbuckle. Rey mysterio utilise cette prise parfois après un 619. Les Dudley Boyz utilisaient cette prise en équipe. L'un tenait les jambes de l'adversaire tandis que l'autre appliquait un Diving Headbutt sur les parties intimes. Cette prise est nommée Wazzup!

## Diving European Uppercut
C'est un European Uppercut en sautand de la 3e corde et popularisé par Christian ou par Antonio Cesaro ou encore Karl Anderson au Japon à la NJPW.

## Arabian Skullcrusher
Cette prise peut être considérée comme du catch hardcore. Tout d'abord, l'attaquant met la tête de son adversaire sur une table. Ensuite, il se met sur la troisième corde avec une chaise à la main. Puis, il saute, met la chaise sous ses cuisses et tombe sur l'arrière de la tête de son adversaire. C'est l'une des prises de finition de Terry Brunk, sabu de son pseudonyme et c'est lui-même qui l'a inventée.

## Diving hurricanrana
Connu aussi sous le nom de Diving hurracanrana. L'attaquant saute depuis la 3e corde, enroule ses jambes autour du cou de son adversaire puis avec l'élan, il prend son adversaire en hurricanrana.
Elle est popularisée par Lita et Rey Mysterio.

### Dragonrana
L'adversaire est assis sur un des poteaux du ring, l'attaquant monte dessus puis exécute un hurricanrana et la prise se termine en tombé. Cette prise inventée par le catcheur japonais Dragon Kid, a été élue meilleure prise de l'année en 1999 et 2000 par le Wrestling Observer Newsletter.

### High angle senton bomb
L'adversaire est couché sur le ring et l'attaquant monte sur la 3e corde, saute en faisant un tour sur lui-même (à l'avant) et s'écrase avec son dos sur son adversaire (Peut s'exécuter d'une autre hauteur comme une échelle). Aussi connu sous le nom de Swanton bomb (WWE) ou The Swanton (TNA) utilisée par Jeff Hardy.

### Springboard hurricanrana
L'attaquant fait un springboard, saute sur son adversaire et fait un hurricanrana. Cette attaque est popularisée par Rey Mysterio.

### Shooting Star Headbutt/Leg Drop
L'adversaire est couché sur le dos et l'attaquant est sur le turnbukle, saute et effectue un shooting star press et effectue un leg drop/headbutt en retombant

## Diving knee drop
Cette attaque aérienne voit un catcheur sauter d'une hauteur élevée (comme le turnbuckle) puis exécuter un knee drop sur son adversaire couché par terre.

### Calf branding
Un catcheur se met dans le coin, met son adversaire devant lui et met son genou derrière la tête de son adversaire. Ensuite il saute dans la même position et écrase la face de son adversaire au sol.

### Shooting tendril knee drop
L'attaquant saute d'une hauteur élevée (généralement le turnbuckle), rentre ses genoux dans sa poitrine, effectue une vrille, et atterri en knee drop sur le torse de son adversaire au sol. Cette prise est popularisée par The bull-dog.

## Diving leg drop
L'attaquant saute du turnbuckle et tombe avec ces mollets sur l'adversaire. Fréquemment utilisé par Jeff Hardy et Matt Hardy.

## Diving shoulder block
L'attaquant monte sur le turnbuckle puis saute sur son adversaire en exécutant un shoulder block. Cette attaque a été popularisée par Sheamus.

### Diving spear
Connu aussi sous le nom de diving shoulder block takedown, l'attaquant monte sur le turnbuckle puis saute sur son adversaire en exécutant un spear. Edge, qui a comme finisher le Spear, exécuté de temps à autre cette technique comme finisher.

## Diving stomp
L'attaquant monte sur le turnbuckle et saute sur son adversaire, couché par terre pour donner un stomp sur n'importe quelle partie du corps.
Le Diving double foot stomp se fait avec un encrassement de l'adversaire par les deux pieds de L'attaquant au niveau du torse, voir double stomp.
Finn Balor utilise cette prise comme prise de finition qu'il appelle le Coup De Grâce. À la WWE ou à la NJPW sous le nom de Prince Davitt.

### Mushroom stomp
L'adversaire est à terre sur le dos et l'attaquant est sur le turnbuckle et là l'attaquant saute sur lui avec ses 2 pieds.

### Moonsault double foot stomp
L'attaquant se met debout sur le poteau et exécute un moonsault mais, au lieu de faire un splash, il fait une senton sur le ventre de l'adversaire. Super crazy l'utilisait à la ECW originelle.
Cette prise est la prise de finition de Finn Balor.

### Shooting star double foot stomp
L'attaquant est sur le turnburkle saute et effectue un Shooting star press, mais au lieu que l'attaquant finit en splash
il finit comme un Diving double foot stomp.

## Elevated Cutter
L'adversaire est sur la 3e corde puis l'attaquant monte à son tour sur la 3e corde positionne son adversaire en three-quarter facelock puis saute avec son adversaire en faisant un cutter. Cette technique est popularisée par les Hardy Boyz (Matt et Jeff Hardy) qu'ils nomment Extreme Twist of Fate.

## Flying back elbow
L'attaquant monte sur la 2e corde puis saute pour donner un coup de coude dans la nuque ou le dos de son adversaire qui est penché.

## Flying neckbreaker
Appelé aussi Flipping Neckbreaker ou Blockbuster. L'attaquant monte sur le turnbuckle, saute sur son adversaire en faisant un saut périlleux puis attrape le cou de l'adversaire pour un neckbreaker slam.
Buff Bagwell le popularisait (Buff Blockbuster) et Shannon Moore a une version du front flip neckbreaker qui s'appelle Mooregasm.

## Flying spinning heel kick
L'attaquant monte sur le turnbuckle et exécute un spinning heel kick sur son adversaire.

## Flying Superkick
L'attaquant est sur le turnburkle saute et effectue un Superkick.

## Moonsault
L'attaquant est sur le turnburkle et effectue un back flip.
C'est la prise de finition de Lita qu'elle nomme le Litasault. C'est aussi la prise de finition de Eve Torres qu'elle nomme
l'Evesault.

## Missile dropkick
L'attaquant est sur le turnburkle saute est effectue un dropkick.C'est la prise de signature de Daniel Bryan et de Maven.

## Plancha
L'adversaire est en dehors et près du ring, l'attaquant qui se trouvait sur le ring attrape les cordes avec ses mains pour s'élancer au-dessus des cordes et tomber sur son adversaire comme un crossbody.
Seth Rollins utilise une variante sans élancer avec les cordes et se lance en Somersault sur son adversaire en dehors du ring.

## Senton
La Senton est une prise consistant à, depuis le ring ou d'autres surfaces, sauter et effectuer une rotation de 180° et de retomber dos de l'attaquant contre le ventre de son adversaire. rendu célèbre par Jeff Hardy qui en fait son finish en l'appelant le Swanton Bomb.

### Diving Senton
L'attaquant exécute un senton mais d'une hauteur un peu plus élevée. Cette prise a été popularisée par Ruby Riott ou encore Akira Tozawa.

### 630° senton
L'attaquant exécute un saut périlleux de 630° avant d'écraser l'adversaire. Popularisée par Jack Evans, qui en fait sa prise de finition.

### Corkscrew 630° senton
L'attaquant court et monte rapidement sur le turnbuckle, puis exécute un tour de 180° suivi un 630° senton sur l'adversaire. Cette prise est popularisée par Jack Evans

### Corkscrew senton
L'attaquant court et monte rapidement sur le turnbuckle et exécute un backflip, puis fait un tour de 180° et tombe pour écraser l'adversaire.
Aussi connu sous le nom de Whisper In The Wind. Souvent effectuée par Jeff Hardy.

### Senton moonsault
L'attaquant effectue un Moonsault, mais au lieu qu'il atterrit en faisant un splash il atterrit sur le dos en Senton.

### Swanton Bomb

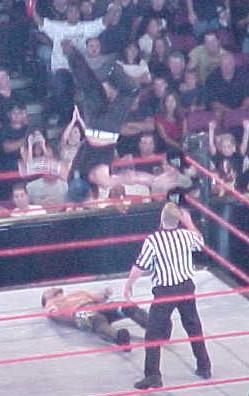
Jeff Hardy exécutant la Swanton Bomb sur Chris Jericho

La Swanton Bomb (litt. « Bombe du cygne ») est une technique qui consiste à sauter, depuis le turnbuckle (poteau en métal qui sert de support aux cordes), sur son adversaire, allongé sur le dos, en effectuant une rotation de 270° (3/4 de tour) en se servant de sa tête comme axe de rotation, afin de retomber dos contre le ventre de son adversaire. Ses utilisateurs les plus connus sont Jeff Hardy et Mr.Kennedy. Jeff Hardy ou Shelton Benjamin l'effectuaient parfois depuis d'autres surfaces comme des échelles.

### Seated senton
Utilisée en particulier par Rey Mysterio qui consiste à s'appuyer de l'extérieur du ring sur la 3e corde avec les mains puis s'appuyer avec les pieds et retomber sur l'adversaire (qui doit être debout) en s'asseyant sur son torse à la manière d'une chaise. Ce coup est appelé « West coast pop » par Rey Mysterio. Une variation est appelée Banzaï drop, voit un attaquant monter sur les cordes et sauter sur l'adversaire (le plus souvent, la poitrine ou le ventre) en utilisant les fesses pour l'écraser. L'origine vient du catcheur Samoan Yokozuna et a été reprise par Umaga.

### Flipping seated senton
L'attaquant fait un tour de 180° puis tombe sur les épaules de l'adversaire debout en le forçant à tomber par terre et applique le tombé. La prise a notamment été popularisé par Molly Holly et par Kelly Kelly.

### Corkscrew High angle Senton Bomb
L'attaquant monte sur le turnbuckle saute fait un Corkscrew (tourne sur lui-même) puis atterrit en high angle senton bomb .L'utilisateur le plus connu est AJ Styles à la TNA. Il appelle cette prise le Spiral Tap

### Shooting star Press

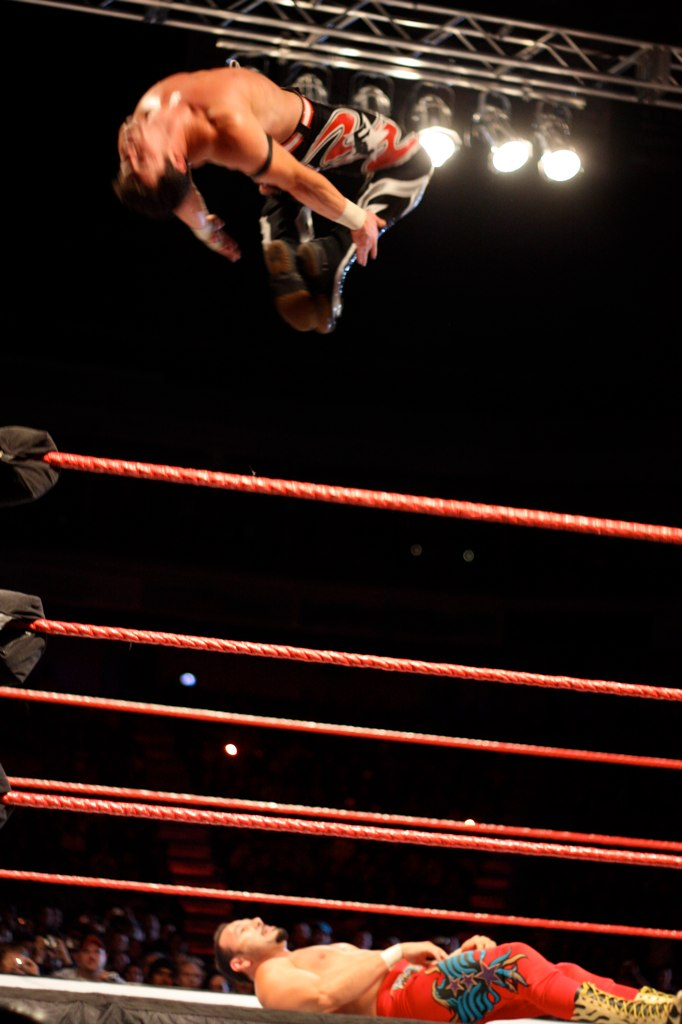
Evan Bourne effectuant son Shooting Star Press sur Chavo Guerrero lors d'un House Show au Canada en septembre 2009.

Elle est comparable à la Swanton Bomb. Sur le coin, l'attaquant saute, fait trois-quarts de salto arrière face à l'adversaire et atterrit sur le ventre de l'adversaire. C'est la prise de finition de Evan Bourne  qu'il nomme Air Bourne
Cette prise a été bannie par la WWE mais Evan Bourne est le seul qui ait le droit de l'utiliser

## Shiranui
Connu aussi sous le nom de springboard backflip three-quarter facelock diving reverse DDT, Ninja ou encore Sliced Bread #2. Inventé par Naomichi Marufuji, l'attaquant applique un three-quarter facelock à son adversaire, « marche » sur l'un des poteaux du ring puis exécute un salto arrière conduisant l'arrière de la tête de l'adversaire par terre.
The Brian Kendrick l'utilise en prise de finition qu'il a appelé The Kendrick, ou encore la Diva AJ Lee qui l'utilise comme prise de finition et le nomme Sliced Bread #2.

## Splash
Effectué depuis un point élevé (habituellement effectué depuis le turnbuckle). Un attaquant se met en hauteur, puis saute vers le bas et met tout son poids pour écraser son adversaire qui au sol, le dos contre le sol. Mais ceci peut être effectué aussi sur une personne debout ou couché. Mouvement pour la première fois utilisé (aux États-Unis) par Jimmy Snuka. Val Venis utilise ce mouvement comme prise de finition, il l'a nommé The Money Shot. Mais Mark Henry l'utilise également comme signature. Il le fait sur un adversaire couché et l'appelle « Body Avanlanche ».

### Diving Splash
L'attaquant s'appuie sur le turnbuckle pour prendre de l'élan, sauter et effectuer un Splash.
Cette prise est popularisée par Rey Mysterio, Shawn Michaels, Jeff Hardy, Sting. C'est aussi la prise de finition de Hornswoggle

### 450° splash
Comme un splash normal, mais la personne fait un tour de 450° lorsqu'il saute. Ce saut a été inventé par Scorpio. Lui, Hayabusa, Paul London et Juventud Guerrera utilisent le 450 splash comme prise de finition et la nomme Firebird Splash. Mais c'est aussi le finisher de Justin Gabriel. Elle est aussi utilisée par Shelton Benjamin et AJ Styles. Cette prise était également utilisée par Jeff Hardy entre 1999 et 2002. AJ Styles utilise une variante avec les cordes, donc Springboard.

#### Corkscrew 450° splash
Pareil qu'un 450° splash sauf que le lutteur exécute une torsion de 180° de haut en bas en plus de celle de 450° sur le côté. Aussi connu comme le Phoenix Splash. C'est la prise de finition de  Hayabusa également inventeur de cette prise.

#### Corkscrew splash
L'attaquant saute du turnbuckle et fait une torsion de 180° pour venir s'écraser sur l'adversaire

#### Imploding 450° splash
L'attaquant est face à face avec le public et à dos par rapport à son adversaire. Ensuite, il saute en arrière et le plus haut possible et lorsqu'il est dans les airs, il tourne à 450 degrés et tombe sur son adversaire avec le ventre et il existe aussi d'autres ou l'attaquant doit tourner à 540 ou à 630 degrés.

### Corner slingshot splash
L'attaquant se tient sur le haut du coin, le dos au ring. Il appuie ses jambes sur les cordes, les envoie en l'air (il se retrouve donc à l'horizontale, la tête vers le coin) et se laisse tomber sur l'adversaire qui se trouve allongé juste à côté du coin.

### Frog splash

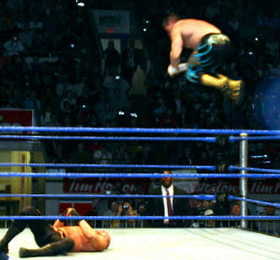
Eddie Guerrero exécute un frog splash à Danny Basham.

Pratiquement comme un splash, l'attaquant saute en écartant ses pieds et mains, ce qui ressemble à un saut de grenouille d'où le nom « frog ». Le Frog Splash est la prise de finition d'Eddie Guerrero, Chavo Guerrero, Jr., Hornswoggle et Tiger-Y qui l'a nommée Tiger Splash. Art Barr est l'homme qui a lancé la mode de cette prise. Hiroshi Tanahashi l'utilise comme prise de finition et la nomme « High Fly Flow ». Rob Van Dam l'utilise comme prise de finition qu'il nomme Five star frog splash. Beaucoup de catcheurs utilisent cette prise pour rendre hommage à Eddie Guerrero, comme Rey Mysterio qu'il utilise parfois après son Tiger Feint Kick c'est-à-dire son 619
À WrestleMania XXVI, Vickie Guerrero a utilisé cette technique sur Kelly Kelly pour rendre hommage à son époux.

## Sunset flip
Un Sunset Flip est lorsque l'adversaire est penché en avant, l'attaquant exécute un salto-avant pour aller attraper les jambes de l'adversaire pour faire une tentative de tombé. Cette prise se finit  généralement en piledriver ou en powerbomb. On parle donc de Sunset flip pildriver et de Sunset flip powerbomb (ou Code red). Il ne faut pas confondre les deux car le Sunset flip pildriver permet de faire mal à la tête, on ne peut donc pas enchaîner avec un tombé, contrairement au Sunset flip powerbomb où l'on vise les épaules pour les river au sol juste après.
William Jason Reso utilise cette technique avec le coin : C'est le Springboard Sunset Flip ou  Turnbuckles Sunset Flip

## Techniques de transition

### Springboard
Le catcheur utilise les cordes pour rebondir et se propulser vers l'adversaire. Il existe de multiples variations de cette technique de transition, qui permet un très grand nombre de techniques aériennes vers l'intérieur ou l'extérieur du ring.

### Slingshot
Cette prise consiste à prendre appui sur une des cordes du ring de façon à être projeté vers son ou ses adversaires comme avec une fronde (d'où le terme slingshot).
Beaucoup de catcheurs techniques utilisent le Slingshot corkscrew crossbody, très compliqué et beaucoup moins utilisé le Slingshot Hurricanrana vers l’extérieur du ring par Sin Cara.

### Suicide spear
Le terme suicide ou suicida désigne un catcheur qui est dans le ring et qui saute en dehors du ring en traversant les cordes pour attaquer l'adversaire. Pour le suicide spear, l'adversaire est derrière les cordes du ring, puis l'attaquant fonce sur lui, plus précisément dans l'abdomen et puis le plaque au sol, en dehors du ring où les deux catcheurs s'y retrouvent.
Le suicide spear est habituellement utilisé et fondé par Big E. Cette prise peut-être aussi, comme un remake du spear, finisher popularisé par le Hall of Famer Edge.

## Techniques modifiées

### Ropewalk
L'attaquant fait une sorte de clé de bras à son adversaire puis il monte sur la corde pour se préparer à une attaque.

### Super/ Avalanche/ Diving
Le terme « super » désigne une prise exécutée depuis une hauteur élevée. Comme le Superplex ou le Super Samoan drop ou le Super RKO ou le Super Twist of Fate . Il suffit de rajouter « super » devant une prise effectuée depuis une hauteur élevée.

### Suicide dive
Le terme suicide ou suicida désigne un catcheur qui est dans le ring et qui saute en dehors du ring en traversant les cordes pour attaquer l'adversaire.
C'est une prise utilisé par les poids moyens comme Chris Benoit, Daniel Bryan, Kofi Kingston, Seth Rollins, CM Punk ou encore Dean Ambrose
Mais des poids lourds peuvent tout aussi bien l'utiliser comme The Undertaker ou encore Luke Harper